# Hulbee
Hulbee ist ein Software- und Technologieunternehmen mit Sitz in Egnach (Schweiz). Es forscht und entwickelt im Bereich der Informationsanalyse und -Suche.

## Produkte

### Portfolio
Das Unternehmen bietet folgende Produkte an:
- Die kostenlose Web-Suchmaschine Swisscows[2]
- Die kostenpflichtige Desktop-Suchmaschine Hulbee Desktop[3]
- Die Suchmaschine Hulbee Enterprise Search für unternehmensweite Suche.[4][5]

### Web-SuchmaschineSwisscows
Den Unternehmens-Angaben zufolge nutzt Swisscows keine Cookies oder andere Tracking-Techniken und erhebe keine Nutzerprofile. Alle Nutzer blieben anonym. Swisscows finanziere sich mit Suchanzeigen, die von Bing ausgeliefert werden. Die Anzeigen bezögen sich ausschliesslich auf die Suchanfrage und nicht auf persönliche Daten. Swisscows verpflichte sich dem Jugendschutz und sei besonders familienfreundlich: Pornografische und sexuelle Inhalte würden nicht in den Suchindex aufgenommen und folglich nicht angezeigt.
Dadurch, dass die Server in der Schweiz stehen, unterliegen die Daten ähnlichen Datenschutzrichtlinien wie in Deutschland, unterstehen aber nicht der Gesetzgebung der Europäischen Union. Amtshilfeabkommen und ähnliche Durchgriffsvereinbarungen zwischen der Europäischen Union und den Vereinigten Staaten laufen mithin ins Leere.
Zusätzlich zur Suchleiste bietet Swisscows eine „semantische Suche mittels Themenkacheln an, z. B. Winterreifen, Flüge, Bahn, Küche etc. Ähnlich wie bei Google kann man die Suchresultate oben nach Tabs wie Web, News, Bilder, Video oder Musik sortieren.“

## Firmengeschichte
Das Unternehmen wurde 2008 zunächst unter dem Namen Grossbay AG in Kreuzlingen gegründet. 2009 wurde es in Hulbee AG umbenannt und der Firmensitz nach Tägerwilen verlegt.
Im selben Jahr veröffentlichte es eine Web-Suchmaschine, die zunächst die Ergebnisse der Suchmaschine von Yahoo nutzte und danach bis 2015 diejenigen von Bing. Im Juni 2014 veröffentlichte das Unternehmen unter dem Namen Swisscows eine weitere Suchmaschine, die im September desselben Jahres um eine Bildersuche erweitert wurde. 2015 wurde Swisscows wiederum durch ein Produkt namens Hulbee abgelöst, blieb jedoch in der Schweiz unter dem Namen Swisscows erhalten. Neben der Web- und Bildersuche umfasste Hulbee auch einen Übersetzer, eine Videosuche und eine Musiksuche mit integriertem Mediaplayer. Im August 2015 wurde die Hulbee-Suchmaschine in den USA veröffentlicht. Laut Angabe des Unternehmens war sie im September 2015 in 60 Ländern verfügbar. Seitdem nutzen sowohl Firmen als auch öffentliche Organisationen, beispielsweise der Landschaftsverband Rheinland, Produkte von Hulbee. 2017 brachte Hulbee das Produkt Hulbee Enterprise Search für den Einsatz in Unternehmen auf den Markt. Aktuell (2023) läuft die Web-Suchmaschine von Hulbee wieder unter dem Namen Swisscows.